# Lyncina carneola
Espèce
Synonymes
- Cypraea carneola Linnaeus, 1758

Lyncina  carneola est une espèce de mollusque gastéropode de la famille des Cypraeidae (les « porcelaines »). Elle est parfois appelée « porcelaine carnée ».

## Description et caractéristiques
Elle mesure en moyenne 40 mm, et jusqu'à 95 mm.
Certaines sources désignent une sous-espèce de grande taille (jusqu'à 70 mm) appelée Lyncina carneola leviathan.

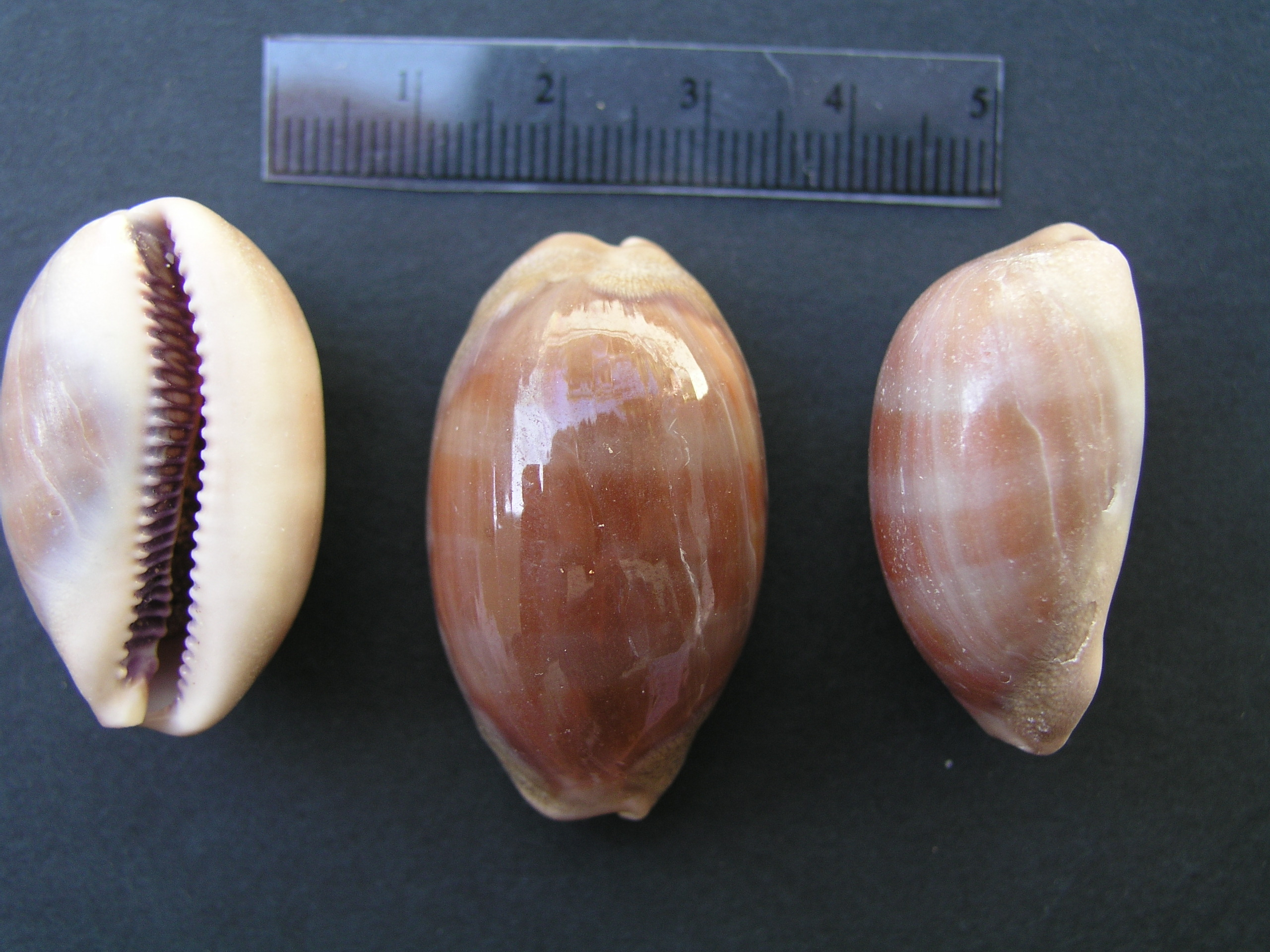
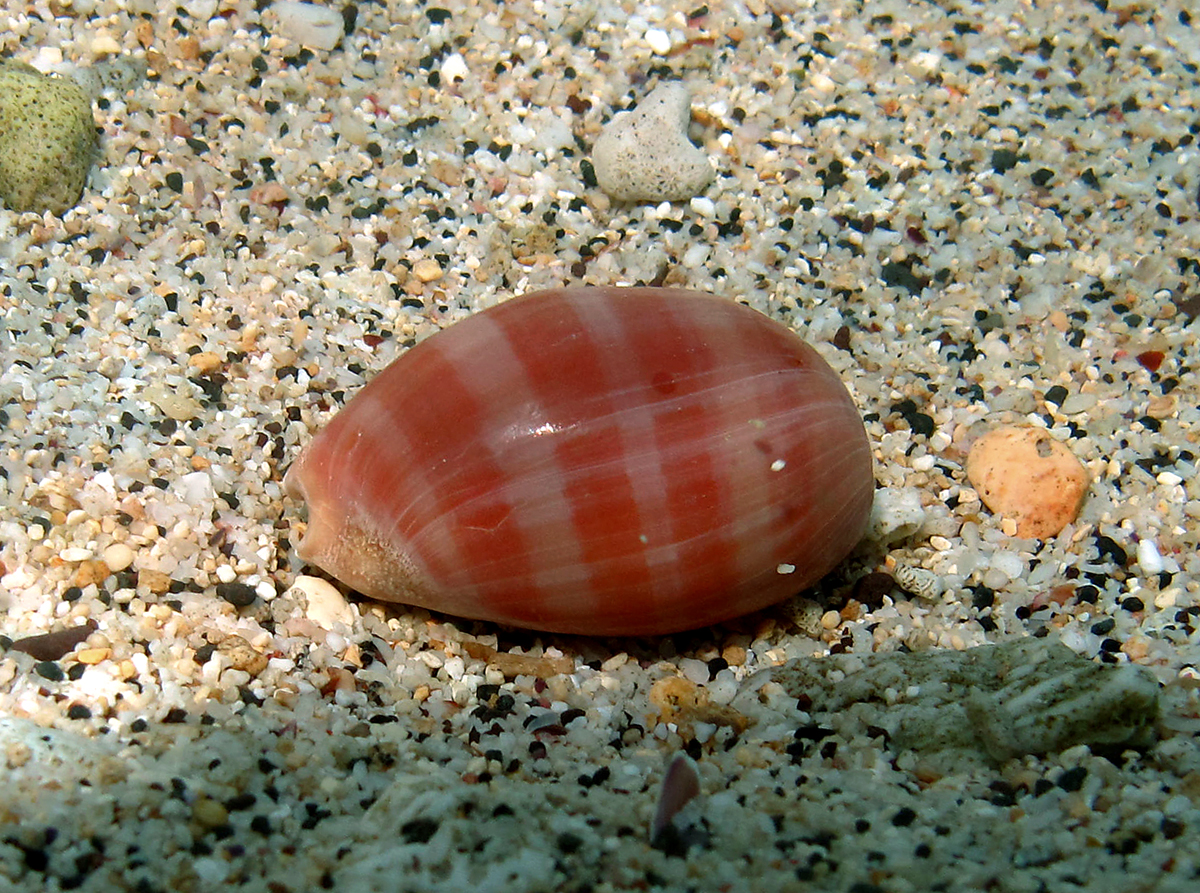
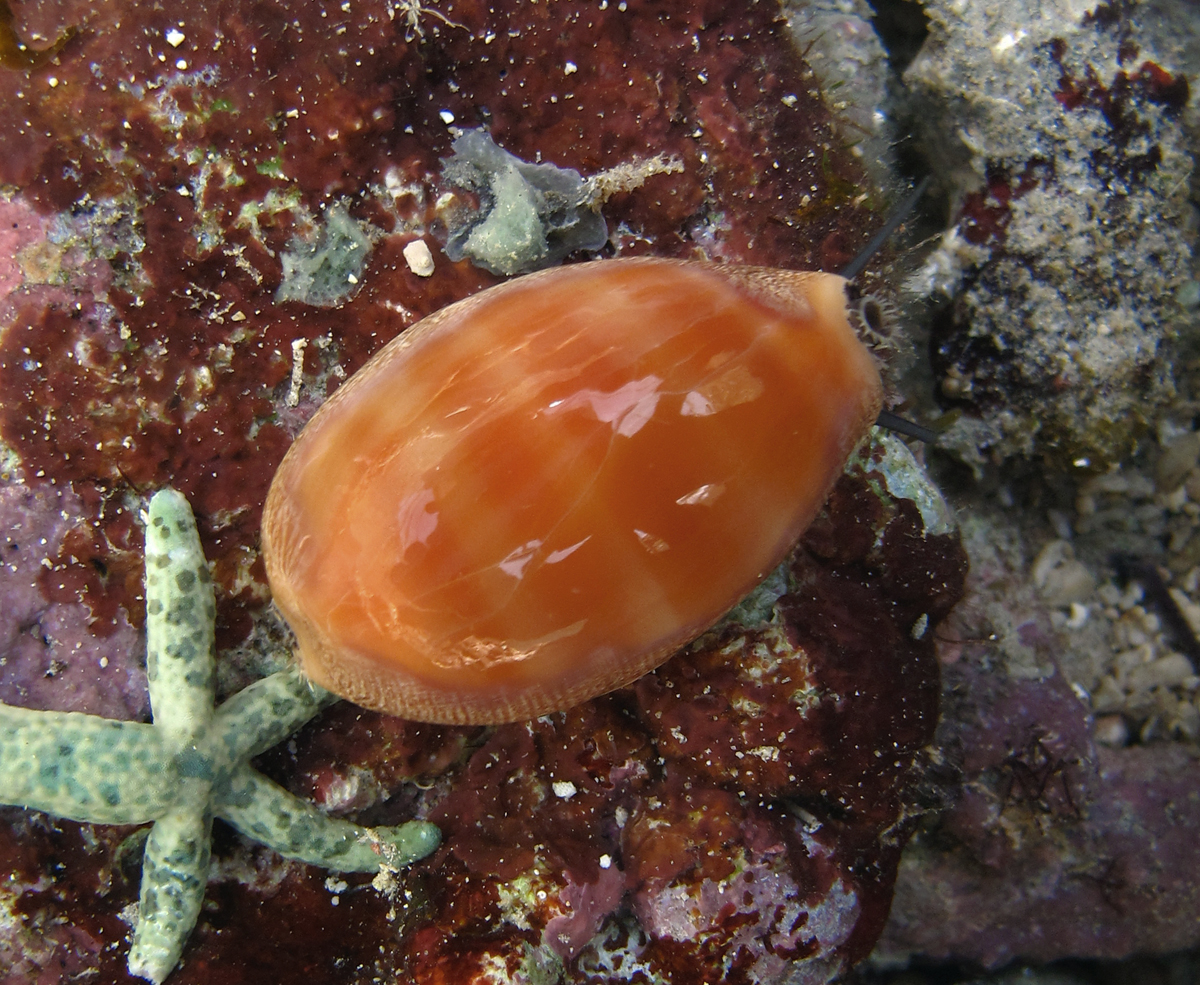

## Habitat et répartition
Cette espèce est commune, et largement répartie sur tout l’Océan Indien et l’ouest du Pacifique, à l’exception de la Polynésie (cependant certaines sources la donnent présente dans cette région,).

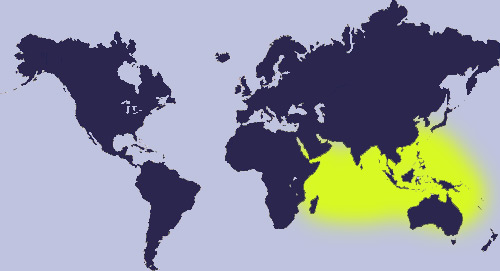
Répartition de Lyncina carneola